# Семь слоников

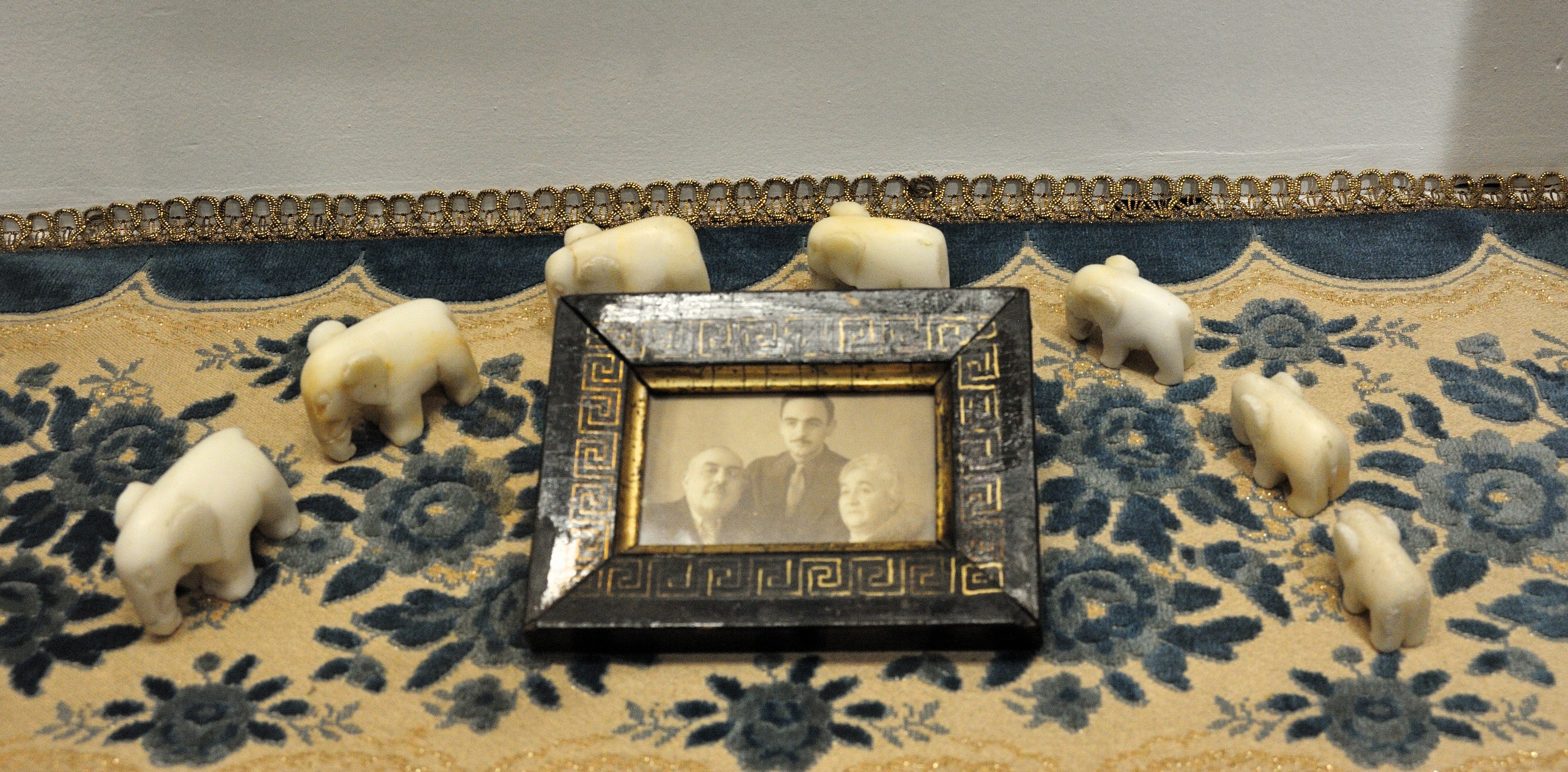
Семь слоников в доме-музее Сергея Параджанова. СССР

Семь слоников — традиционный набор статуэток.
В СССР и России статуэтки слоников белого цвета и разного размера (в пределах нескольких сантиметров) изготавливались из дерева, фарфора, керамики, гипса, но чаще всего из камня (мрамора).

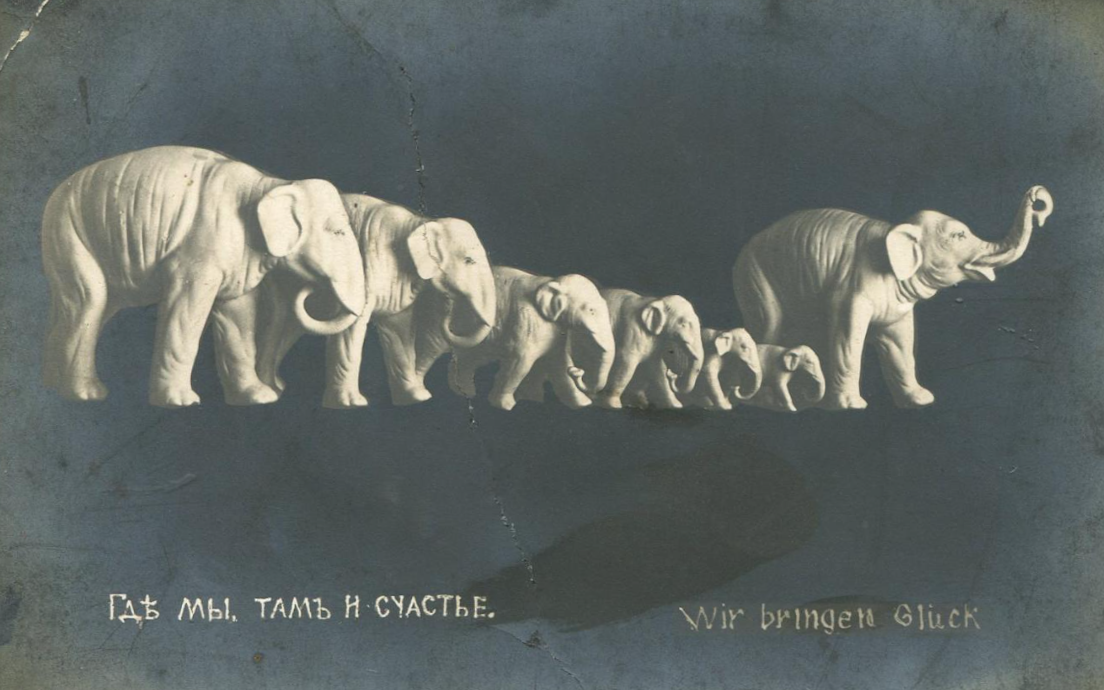
Открытка 1900-х годов. Российская империя

Символика семи белых слонов, как предполагается, пришла в Европу из индийской культуры, где связывалась с богом Ганешей, счастьем и долголетием. В настоящее время используется также как талисман в практиках фэншуй.
В России семь слонов как символ счастья известны с дореволюционного времени. В виде статуэток их ставили, например, на подзеркальник. В революционные годы их объявили признаком «мещанского духа». Несмотря на это, стали широко распространены в 1930—1960-е годы, став типичным элементом интерьеров квартир СССР. Выставляли их в ряд от самого большого к самому маленькому на сервантах, комодах, подоконниках. Советские люди к слоникам относились бережно. Согласно научному сотруднику Армавирского краеведческого музея А. П. Хрипченко, если после детских игр они раскалывались, их обязательно склеивали или заменяли. А. П. Хрипченко считает, что причиной популярности слоников были как желание иметь в доме модную и дефицитную вещь, так и склонность к суевериям. Позднее они были вновь заклеймены как признак мещанства и дурновкусия. Вышли из моды к концу советской эпохи.
Слоникам была посвящена песня из фильма «Безумный день инженера Баркасова»:

Что ни день — в мире новые встряски,

Просто кругом идёт голова!

Сердце просит покоя и ласки,

Повторять оно хочет слова:

Семь слоников! Слоники, прелестные слоники,

Вы — наши кумиры, мы — ваши поклонники!

Не исключено, что выражение «раздача слонов» из романа «Золотой телёнок» связано именно с распространённой тогда традицией дарить набор статуэток. К 1970-м годам относится «Песня про белого слона» В. С. Высоцкого:

Мне владыка Индии вновь прислал слона

В виде украшения для трости —

Белый слон, но из слоновой кости.

Говорят, что семь слонов иметь — хороший тон.

На шкафу, как средство от напастей…

Пусть гуляет лучше в белом стаде белый слон —

Пусть он лучше не приносит счастья!